# 熊本市立壺川小学校
熊本市立壺川小学校（くまもとしりつ こせんしょうがっこう）は、熊本県熊本市中央区壺川一丁目にある公立小学校。

## 沿革
- 1874年（明治7年） - 坪井学舎、惜陰斎設立。
- 1875年（明治8年） - 坪井学舎と惜陰斎が合併して壷内学校と称す。
- 1878年（明治11年） - 壷川小学校に改称。
- 1892年（明治25年） - 本丁小学校を合併し分教場とする。
- 1893年（明治26年） - 分教場を付属小学校に譲渡。
- 1905年（明治38年） - 熊本市壷川尋常高等小学校に改称。
- 1941年（昭和16年） - 熊本市壷川国民学校に改称。
- 1947年（昭和22年） - 熊本市立壺川小学校に改称。

## クラブ活動
- 剣道部
- 野球部
- バドミントン部
- 音楽部
- 総合運動部

## 著名な卒業生
- 堅山南風（日本画家）